# Конкордансер
Конкордансер (англ. concordancer) — компьютерная программа для автоматического составления конкорданса, то есть списка примеров употребления слова в минимальном контексте, или перечня всех контекстов, в которых слово или словосочетание встречается в исследуемом тексте. Конкордансеры используют для обработки информации в текстовом корпусе, они позволяют осуществлять поиск в тексте подобно тому, как поисковые системы ищут информацию в Сети.
Результат работы конкордансера может послужить входными данными для памяти перевода в составе системы автоматизированного перевода или на первых шагах в машинном переводе. Конкордансеры также используются в корпусной лингвистике для извлечения списков, сортированных в алфавитном или ином порядке, лингвистических данных из какого-либо текстового корпуса, которые затем анализирует языковед.
Был опубликован ряд конкордансеров, в частности Оксфордская программа конкордансов, которая впервые была выпущена в 1981 году Oxford University Computing Services и используется в более 200 организациях по всему миру. TextSTAT — Simples Text Analyse Tool — конкордансер, работающий с корпусами на разных языках и использующий специальный язык запросов (регулярные выражения).